# Дом Тренёва (Константиновск)
Дом Тренёва — полутораэтажный дом в городе Константиновск Ростовской области. Построен в 1895 году. В этом доме с 1914 по 1916 год проживал и работал советский прозаик и драматург, лауреат Сталинской премии первой степени  Константин Андреевич Тренев (1876—1945).
Адрес: 347250, Ростовская область, г. Константиновск, Комсомольская улица, 11.

## История
В городе Константиновске стоит двухэтажный кирпичный дом. В этом доме в 1914 — 1916 годах проживал советский прозаик и драматург, лауреат Сталинской премии первой степени Константин Андреевич Тренёв.
К. А. Тренёв родился в хуторе Ромашово Волчанского уезда Харьковской губернии (ныне пос. Бакшеевка Волчанского района Харьковской области) в семье крестьянина Андрея Кирилловича Тренёва. В свое время семья Тренёвых перебралась из Харьковской губернии в Область Войска Донского, где проживала в хуторе Мокрая Журавка около железнодорожной станции Миллерово (ныне хутор Трёневка Миллеровского района Ростовской области).
Константин Андреевич последовательно учился в земской школе, в Донецком окружном училище в станице Каменская (в настоящее время город Каменск-Шахтинский), в земледельческом училище под Харьковом, Донской духовной семинарии в Новочеркасске, в Санкт-Петербургской духовной академии, в Петербургском археологическом институте. Тренёв был археологом,  агрономом, историком и писателем, работал в газетах «Донская речь» и «Донская жизнь» города Новочеркасска, бывал в командировках в окружной станице Константиновской. Там он познакомился с дочерью настоятеля Никольского собора Ларисой Ивановной Сокольской.
Женившись, молодые с 1914 по 1916 год жили в Константиновске в доме настоятеля храма Иоанна Сокольского. Константин Андреевич  в эти годы преподавал в церковно-приходской школе при Покровской церкви. В этом доме им были написаны рассказы «Святки», «В станице», «Вечная любовь», «По тихой воде», «В родном углу» и др. Первый свой сборник «Владыка» Тренёв подарил городской библиотеке, потом он дарил библиотеке и другие свои книги. В годы Великой Отечественной войны от попадания бомбы библиотека со всеми книгами сгорела.

## Описание
Двухэтажный кирпичный дом настоятеля Николаевского храма Иоанна Сокольского с полукруглыми окнами с сандриками был построен в 1895 году и по Приказу ГУ Областной инспекцией от 31.12.2002 г. № 124 отнесен к памятникам истории. На нём к 100-летию А. К. Тренёва, 23 октября 1977 года, по решению Районного исполнительного комитета № 311 от 12 октября 1977 года установлена мемориальная доска. Доска изготовлена из белого мрамора в Ростовской художественной мастерской. На мраморной доске сделана надпись: «В этом доме с 1914 по 1916 г. проживал и работал выдающийся писатель и драматург К. А. Тренёв»